# 山本裕之
山本 裕之（やまもと ひろゆき、Hiroyuki Yamamoto、1967年3月7日 - ）は、日本の現代音楽の作曲家。山形県生まれ。

## 略歴
東京芸術大学作曲科卒業、同大学院修了。作曲を近藤譲と松下功に師事。岩手大学教育学部准教授をつとめ、現在愛知県立芸術大学音楽学部作曲コース教授。第58回日本音楽コンクール第三位(1989)、フォーラム'91(カナダ/1991)入選、ガウデアムス国際音楽週間'94(オランダ/1994)入選、現音作曲新人賞(1996)、BMW musica viva作曲賞(ドイツ/1998)第三位、ISCM世界音楽の日々(ルクセンブルク/2000、横浜/2001)入選、武満徹作曲賞第一位(2002)、第13回芥川作曲賞(2003)ほか、様々なコンクールや音楽祭に入賞、入選。2002年第51回神奈川文化未来賞受賞。

## 作風
音楽における「あいまいさ」を曲中で明解に定義する独自のスタンスを誇っている。活動初期は認知心理学的なアプローチが1990年代初頭の「東京コンチェルト」から非常に強く作用していたが、「私は傾斜する」を書き始めた辺りから「個人的な音色」への探求へ積極的に乗り出して行った。「彼方と此方」、「テレプシコーレ舞踏者」では近藤譲の「高窓」やルチアーノ・ベリオの「静物」で聞かれる構成音を巧みにずらしながら留まり続ける和声を使うが、「彼方と此方」では弦楽器のハーモニクスは冒頭に弦指定が存在せず、「テレプシコーレ舞踏者」ではハーフペダルの多用で共鳴が混濁する。
曲があいまいになってゆくのを楽しむ趣向がうかがえるが、終止に至るプロセスは比較的穏健で大げさなクライマックスはあまり見られない。比較的稠密な音価を用いる1990年代のイメージから離れ、2000年代以降は「水の音」や「運命のひととき」のように従来の彼からは考えられなかった平易さや単純さも織り込み、作風の幅が拡大した。近年はユーフォニアムの奏法拡張によっても知られている。作品はBabelscoresから販売されている。
インターネットを用いた情報発信を1990年代から始め、現在も継続している。作品はLe Nouvel Ensemble Moderne、Ensemble contemporain de Montréal、Trio Fibonacci(以上モントリオール)、Nieuw Ensemble(アムステルダム)、バイエルン放送交響楽団(ミュンヘン)、ルクセンブルク管弦楽団、東京フィルハーモニー交響楽団など国内外の演奏団体により演奏、放送されるほか、作品委嘱も多数。1990年より作曲家集団《TEMPUS NOVUM》を鈴木治行、田中吉史、田村文生らと結成し、独自の活動を展開している。

## 主要作品
オペラ
- Imaginative Landscape (無伴奏モノ・オペラ《想像風景》), Unaccompanied Mono-Opera for female voice with mobile-phone and flexatone (2000)

オーケストラ
- Interlude (間奏曲) for string orchestra (1990)
- Canticum Tremulum I (カンティクム・トレムルム I) (1998)
- Trumpet Lilies (トランペット・リリース) for solo trumpet and band (2000)
- Canticum Tremulum II (カンティクム・トレムルム II) (2001)
- Tabulata (層) (2003)
- The Monody Community (モノディ協同体) (2005)
- Excellent Inverted V (見事な逆Ｖ字) for wind orchestra (2006)
- バビロンの流れを変えよ for wind orchestra (2007)
- インケルタエ・セディス for string orchestra (2010)

合唱
- Takashi for mixed chorus and piano (2004); words by Tomohisa Matsuura
- The Champa Flower (チャムパの花) for double mixed chorus and piano (2004); words by Rabindranath Tagore
- Rouroutei no Uta (労労亭の歌) for vocal ensemble and piano (2004); words by Libai = Tomohisa Matsuura
- Kenji-Sai (賢治祭) for vocal ensemble (2004); words by Machi Tawara
- Sonor Aquae (水の音) for vocal ensemble (2006); words by Matsuo Bashō

声楽
- Sonitus Ambiguus II (ソニトゥス・アンビグースII) for female voice, saxophone and piano (1996)
- Umi-no Mieru Fukei (海の見える風景) for mezzo-soprano and piano (2005); words by Yukari Kojima

室内楽
- Closed Figure (閉ざされた形) for viola, violoncello, flute, clarinet, harp and percussion (1988–1989)
- Klanglinie (響きの輪郭) for violin, cello, flute, clarinet, piano and percussion (1989)
- Sonitus Ambiguus I (ソニトゥス・アンビグースI) for string quartet (1995)
- Continental Shelf (大陸棚) for solo tuba (1996)
- Integumentum (インテグメントゥム) for soprano saxophone and cowbells (1996)
- Concertino per trombe con sordini (弱音器群を伴うトランペット合奏のための小協奏曲) for solo trumpet, 3 trumpets, 2 cornets (1997)
- Eve I for string quartet (1997)
- Tropic of Cancer (北回帰線) for violin, viola, bass, alto flute, bassoon, trumpet and percussion (1997)
- Articulation Introverted (内向的なアーティキュレーション) for cello, trumpet and percussion (1998)
- Introduzione, Andante, Finale e Scherzo (序奏、アンダンテ、スケルツォと終曲) for cello, flute, clarinet and piano (1998)
- Relay Trio (中継のトリオ) for violin, viola and flute (1999)
- Rite Praet, Praesens, Futurus (昨日、今日、明日) for flauto traverso and flute (1999)
- Noli me tangere (私に触れてはいけません) for solo alto saxophone, violin, viola, cello, bass, flute, clarinet, trumpet, trombone and percussion (2000)
- Inclino (私は傾斜する) for alto saxophone, violin, musical saw and piano (2000)
- Relay Duo (中継のデュオ) for violin and percussion (2000)
- Theme and 23 Variations (主題と23の変奏) for violin and piano (2000)
- Ultro citroque (彼方と此方) for violin, cello and piano (2001)
- Boundaries on Africa (アフリカの境界) for trumpet, guitar and piano (2001)
- Liber vermiculatus (蝕べかけの本) for zephyros and piano (2001)
- Matsumorphosis (まつもるふぉしす) for solo violin (2001)
- Textile Texts (テクスタイル・テクスツ) for clarinet and viola (2001)
- Eve II for violin and cello (2001)
- Le Dieu de Samuel (サミュエルの神) for flute, percussion, nohkan and Japanese drums (2002)
- Fareflat (フェアフラット) for accordion, saxophone and bass (2002–2005)
- Japan Sea Monody (日本海モノディ) for violin and trumpet (2004)
- What Bridget Saw (ブリジットの見たもの) for alto saxophone, oboe, clarinet, bass clarinet and bassoon (2005)
- Strait (海峡) for violin, cello, flute and piano (2005)
- Fault Zone (断層帯) for violin, cello, flute, oboe, trombone, vibraphone and percussion (2005)
- Conveying Chorale (伝達コラール) for 8 trombones (2006)
- The Wedge Is Struck, the Fog Remains (楔を打てど、霧は晴れず) for clarinet and piano (2006)

ピアノ
- Tokyo Concerto (東京コンチェルト) (1993)
- Forma (フォールマ) (1996); won the prize at the 13th contest of the Japanese Society for Contemporary Music (ISCM Japanese section)
- Pars lunae (月の役割) (1999)
- Salta Trix e Terpsichore (テレプシコーレ舞踏者) (2000)
- Origo pedum I (足の起源I) (2002)
- Origo pedum II (足の起源II) (2004)
- Musique pour Haus Kasuya (ハウス・カスヤのための音楽) (2005)
- Tokyo Dance (東京舞曲) (2010)